# SWEEPS-04 b

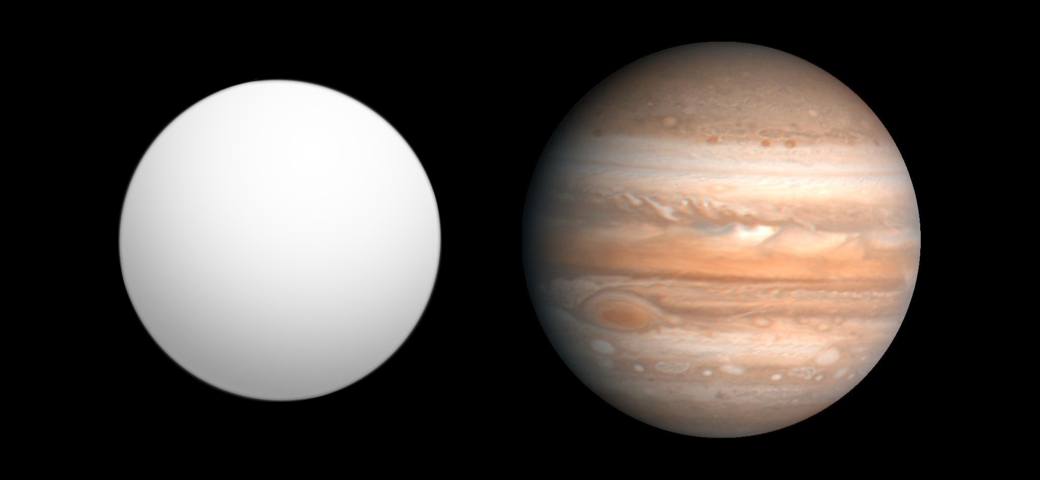
Exoplanet SWEEPS-04

SWEEPS-04 ist ein Exoplanet, der den Unterriesen SWEEPS-04 (SWEEPS J175853.92-291120.6) alle 4,2 Tage umkreist. Auf Grund seiner hohen Masse wird angenommen, dass es sich um einen Gasplaneten handelt. Er wurde im Jahr 2006 mit Hilfe der Transitmethode vom Sagittarius-Window-Eclipsing-Extrasolar-Planet-Search-Projekt entdeckt.

## Umlauf und Masse
Der Planet umkreist seinen Stern in einer Entfernung von ca. 0,055 Astronomischen Einheiten bei einer Exzentrizität von 0 % und hat eine Masse von ca. 1208 Erdmassen bzw. 3,8 Jupitermassen. Sein Radius beträgt Schätzungen zufolge 58.000 Kilometer.